# Åke Pettersson (diplomat)
Sven Olof Åke Peterson, född 6 januari 1948 i Ånge, är en svensk före detta diplomat: 
Pettersson var 1975–1976 var han tredje sekreterare vid Sveriges ambassad i Moskva, 1976–1978 var han tredje och andra sekreterare vid Sveriges ambassad i Pyongyang, 1978–1980 var han andra sekreterare i Sveriges ambassad i Helsingfors. Åren 1984–1986 var han första sekreterare vid Sveriges ambassad i Abidjan, 1986–1990 var han första sekreterare vid Sveriges ambassad i Belgrad, 1990–1992 var han rådgivare vid Sveriges ambassad i Dar es Salaam, 1992–1999 var han rådgivare till Sveriges utrikesminister. Åren 1999–2000 var han chef på UD i Sverige, EU-representant i Washington, D.C. och 2000–2004 var han Sveriges ambassadör i Ukraina. 